# Bois de la Cambre
Bois de la Cambre (nid. Ter Kamerenbos) – park publiczny w Regionie Stołecznym Brukseli w Belgii, znajdujący się w wysuniętej na północny zachód części obszaru leśnego Forêt de Soignes. Powierzchnia parku wynosi ponad 122 hektarów.